# Mézeskalács (sütemény)

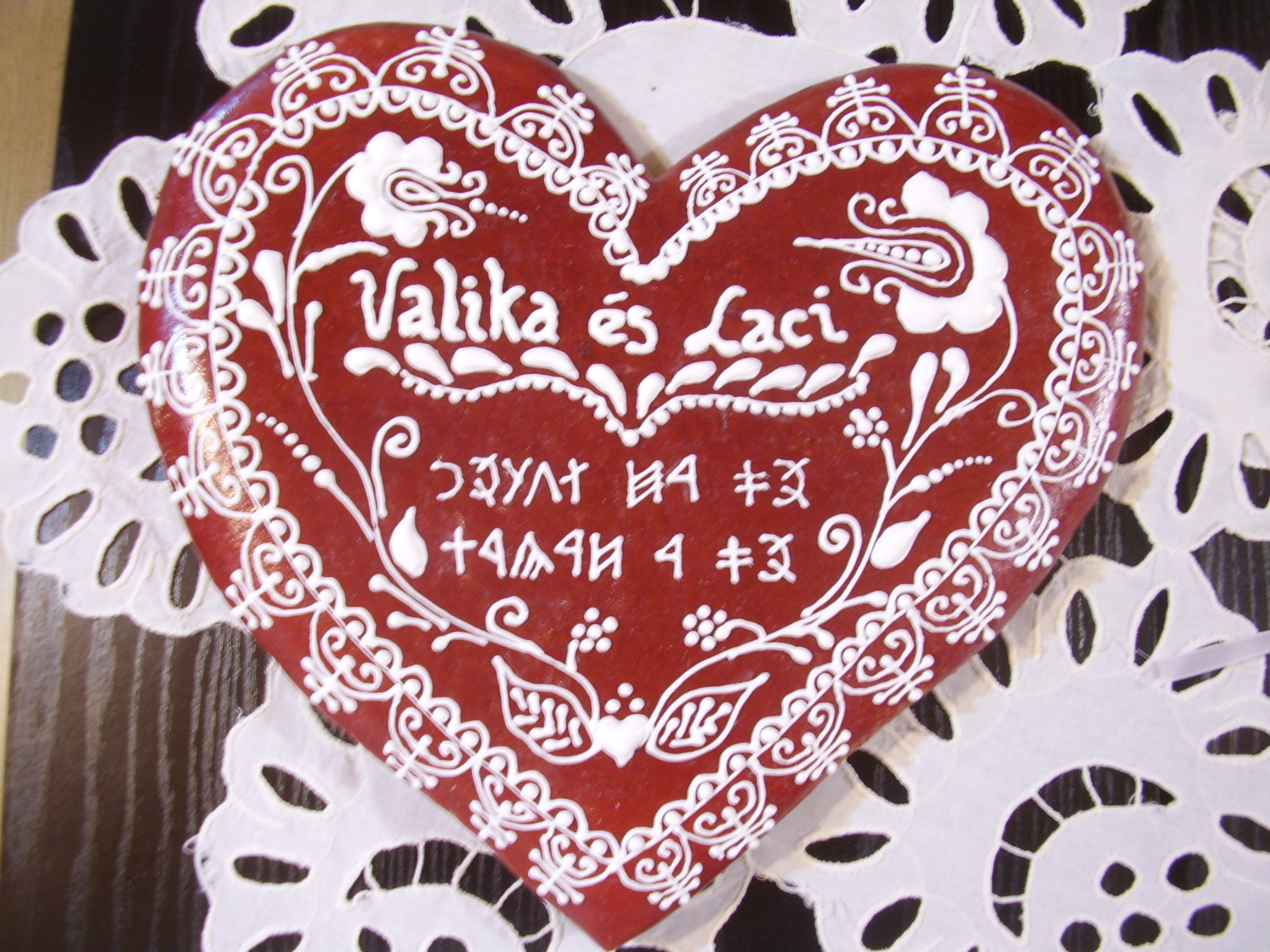
Magyar mézeskalács szív, rovásfelirattal, házassági évfordulóra

A mézeskalács olyan sütemény, mely változatos alakjával és díszítésével sokféle lehet. Fő hozzávalók a liszt, a méz, a tojás és fűszerek. Készítése komoly hagyományokkal rendelkezik, eredetileg az isteneknek felajánlott eledel, majd emberek közötti ajándék szerepét töltötte be.
A mézeskalács készítő elismert szakma is egyben, melyhez jó kézügyesség szükséges, hiszen a mézeskalácsok népművészeti színvonalú díszítése időigényes munka. Magyarországon a középkor óta készítik és több településen is nagy hagyománya van a mézeskalács termékeknek, melyek nem tévesztendők össze a cukrász termékekkel.

## Története

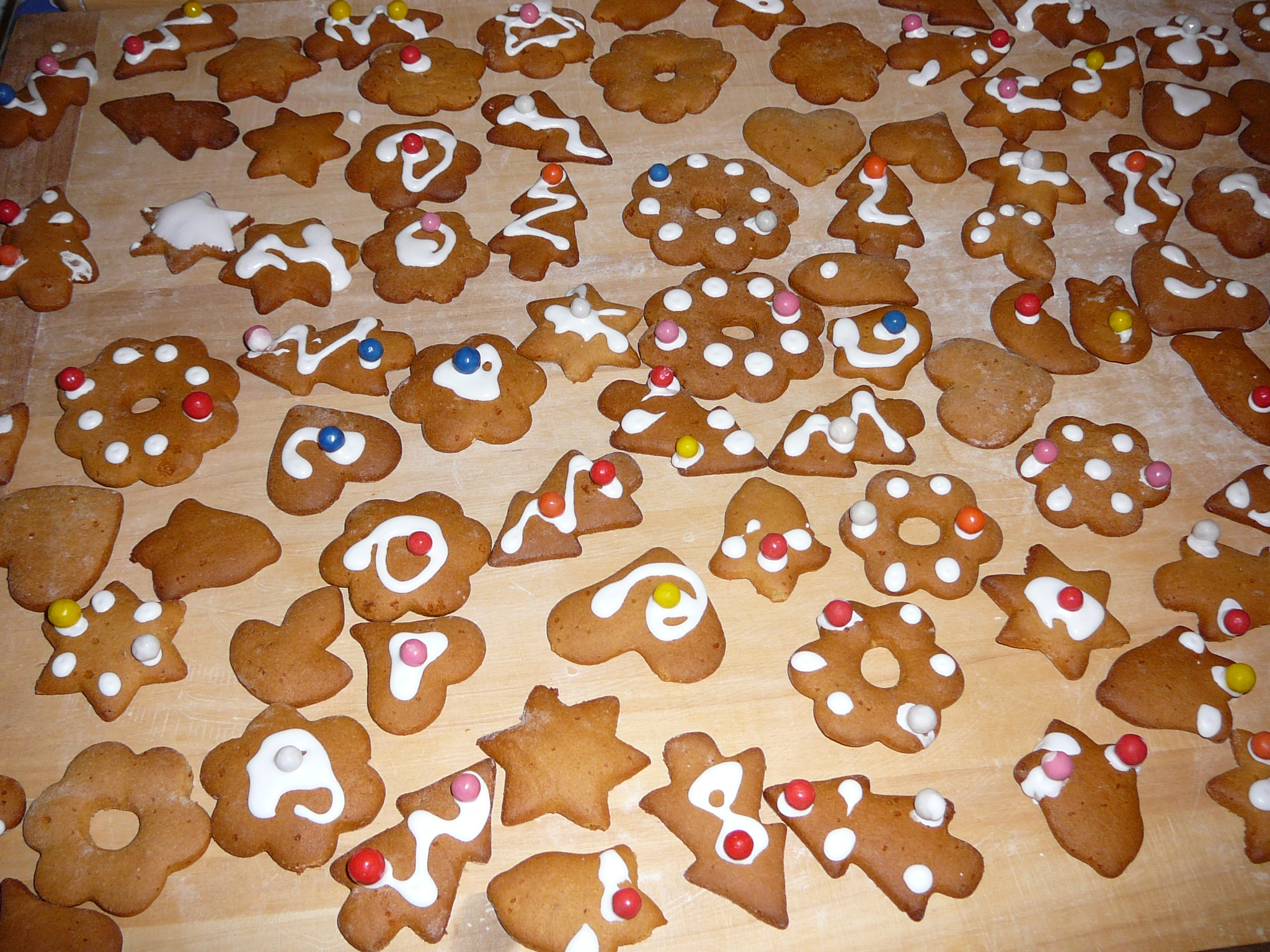
Mézeskalácsok

A méz hosszú időn át pótolhatatlan édesítőszer volt, így megbecsülése a belőle készített tésztára is átment. Ezért jelentőséget, helyenként misztikus erőt is tulajdonítottak neki. Az ókori görögök a halott szájába is mézeskalácsot tettek, hogy ezzel engesztelhesse ki Cerberust, az alvilág mogorva őrét. Feljegyezték, hogy Püthagorasz nem élő állatot, hanem állatformájú mézeskalácsot áldozott az isteneknek. Hazánkban már az aquincumi ásatásoknál is találtak több mézeskalács sütésre használt égetett cserépformát. A méz királyi eledel volt. Bécsben 1368-ban már név szerint is említenek két mézeskalácsost. Kölnben ma is hagyomány a mézeskalács-készítés, mely valószínűleg Nagy Lajos király idejében, Aachenba készülő magyar zarándokokkal került oda. A 16/17. században Nürnbergben lendült fel a formaalakítás művészi stílusa, ami egész Közép-Európában elterjedt. Ezért is következtetnek egyesek tévesen arra, hogy maga a mézeskalács-készítés is nyugatról jött Magyarországra.

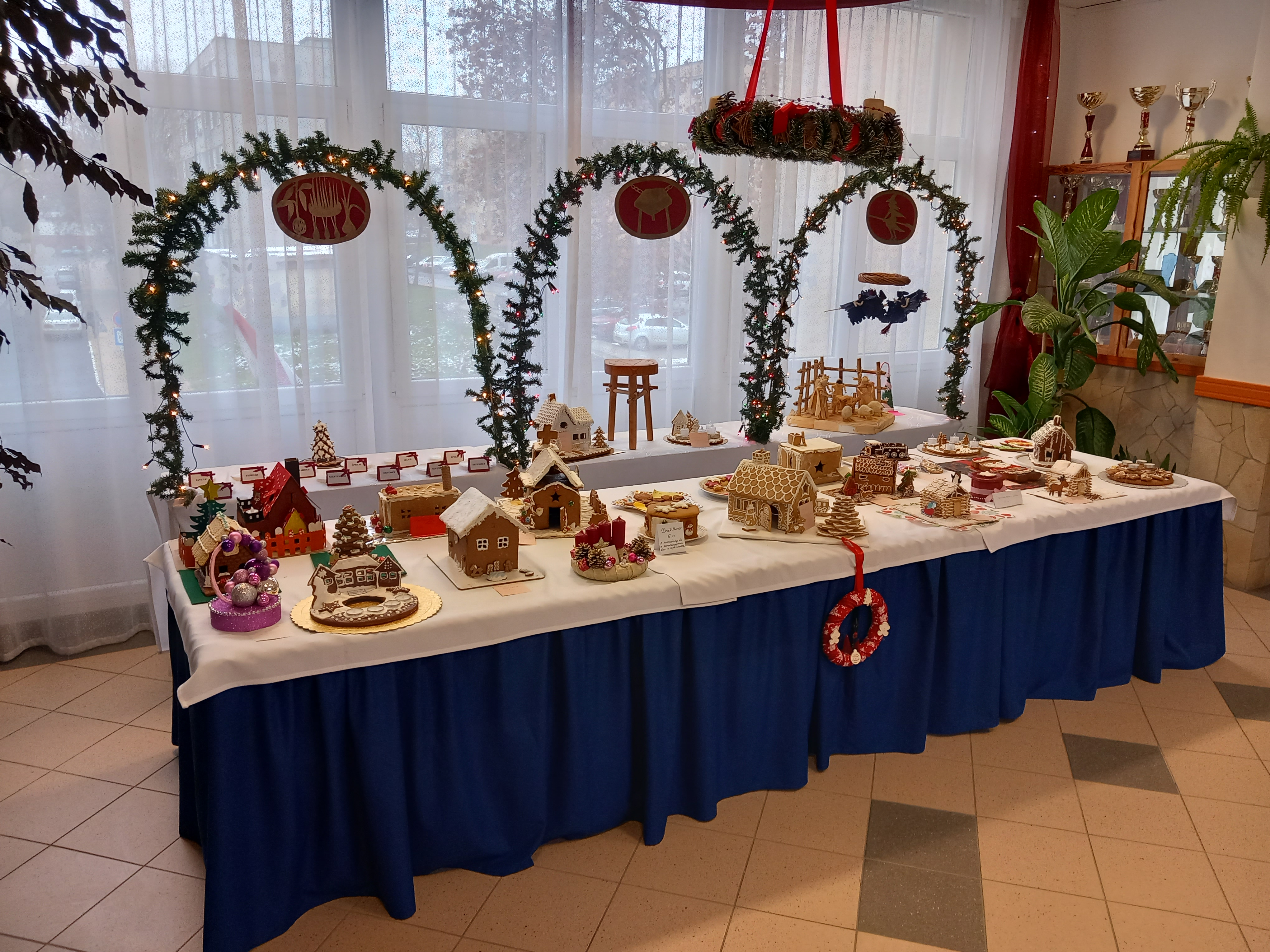
Mézeskalács-kiállítás 2022-ben

A magyar ősi méhész nemzet. Magyarország méhészetének 11. századi írott nyomai vannak. Egy 16. századi irat utal "mézes báb"-ra. Mai ismereteink szerint az első magyarországi mézeskalácsos-céh 1619-ben alakult Pozsonyban, de Kassa is mézeskalácsos központnak számított a 17. században. 1713-ból ismert a debreceni mézeskalácsosok céhének szabályzata és talán a mai napig is Debrecen az egyik legjelentősebb központ, ahol évszázadok óta kiváló minőségben készítik. A mézeskalács termékek készítése és fogyasztása a cukor és az ebből készített cukrász termékek megjelenésével csökkent, de továbbra is azért találkozni vásárokon a mézeskalács árusokkal és természetesen már az interneten is hódít.
A méz volt a nádcukor, majd a répacukor modern kori elterjedéséig az egyetlen édesítőszer, melyből tartós és tápláló száraz sütemény készíthető, így a mézeskalács sok nép több ezer év óta ismert eledele.
A méz drágasága miatt, csak ünnepi alkalmakkor készítettek belőle süteményt. Az 1200-as évektől kolostorok készítettek vallásos tárgyú figurákat, életképeket. Idővel "mézesbábos" céhek is alakultak, melyek míves díszítéseket készítettek rá, így kedvelt ajándékká vált. A meseirodalomban is fellelhető, Grimm testvérek meséjében, a "Jancsi és Juliskában" szerepel egy mézeskalács ház, a csábítás szimbólumaként. A századok alatt a díszítésnek jelképi rendszere alakult ki, vagyis mind a formájában, mind a díszítésében meghatározott eseményhez köthető egy szépen elkészített mézeskalács. Kedvelt vásári ajándékok a mézeskalács szív, a huszár, a kard, a baba és a tányér.

## Készítése
A mézeskalácsnak számtalan receptje létezik, fő összetevői a liszt, porcukor, méz, tojás.
Az összetevőket összekeverik, a tésztát átgyúrják, hűvös helyen pihentetik, kilapítják, majd formázzák. A tészta jól alakítható, ám melegen ragacsossá válik.
A formázás több módon történhet:
- Kézzel.
- Szaggató formákkal, melyek fémlemezből hajlított, körvonalat meghatározó keret.
- Ütőfával: fából készült formával, melybe a minta negatívja van belefaragva. Ebbe simítják a tésztát.
- A mézeskalács tésztából számtalan alakú sütemény készülhet. Nemcsak keksz formákat (hópihe, fenyőfa, emberke, csillag) de 3D-s formákat is (mézeskalács házikó).

Ezután a kalácsokat általában díszítik, kisütik.

## Díszítése

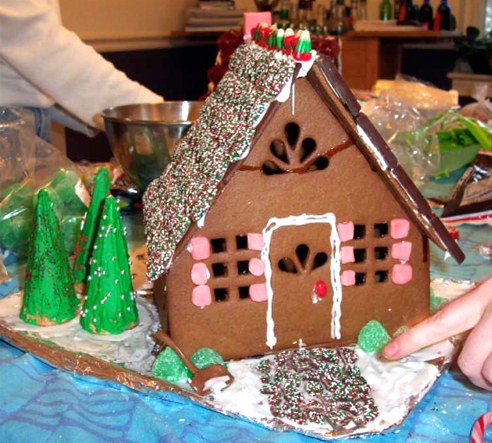
Mézeskalács házikó

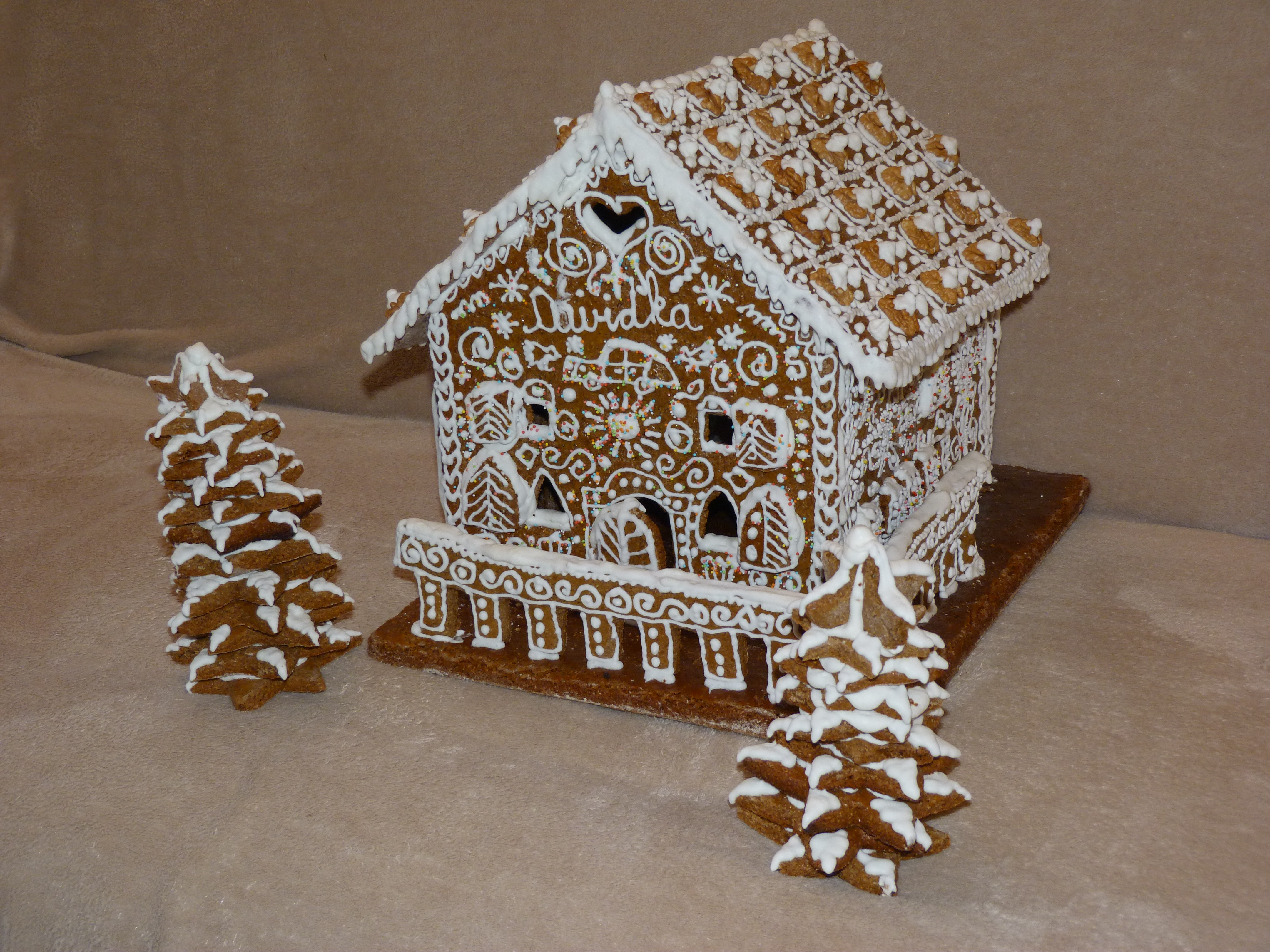
Mézeskalács ház – Buda, 2014

A mézeskalácsot többféle módon díszíthetik:
- Írókázás: tojáshabbal mintákat rajzolnak rá, ez a legelterjedtebb
- Bevonják (a minták alapozásához)
  - tojásfehérjével, melytől csillogó lesz
  - piros festékkel, mely a hagyományos vásári díszítés alapja
  - egyenletes tojáshabbal, melytől fehér lesz
  - kakaó folyadékkal, melytől barna lesz
- Magvakat nyomkodnak belé (napraforgó, tök, mandula, kardamom, szezám magját)
- Egyéb díszítő elemek
  - tükördarab
  - dekorációs papír

## Mézeskalács az irodalomban
- Majoros György : "A nádudvari mézeskalács varázsa" című verse is egy mézeskalács legendát ír le. https://www.poet.hu/vers/363074